# غوستافو توكانتينس
غوستافو توكانتينس (بالبرتغالية: Gustavo Tocantins‏) (11 يناير 1996 بالبرازيل - ) هو لاعب كرة قدم برازيلي في مركز الهجوم. شارك مع منتخب البرازيل تحت 15 سنة لكرة القدم ومنتخب البرازيل تحت 17 سنة لكرة القدم. أما مع النوادي، فقد لعب مع أتلتيكو براغانتينو وجمعية بورتوغيزا الرياضية ونادي كورينثيانز.

## وصلات خارجية
- غوستافو توكانتينس على موقع قاعدة بيانات كرة القدم.إي يو (الإنجليزية)
- غوستافو توكانتينس على موقع Soccerway.com (الإنجليزية)
- غوستافو توكانتينس على موقع AS.com (الإسبانية)